# Солдатенко, Вениамин Васильевич
Вениамин Васильевич Солдатенко (4 января 1939 года — 15 июля 2023 года) — советский легкоатлет (спортивная ходьба), заслуженный мастер спорта СССР (1971).

## Биография
В. В. Солдатенко в 1965—1971 годах выступал за «Енбек» (Алма-Ата), с 1971 года — за СКА (Алма-Ата). С 1974 года — за ФСО "Динамо". Подполковник внутренней службы.
На первенстве Европы 1969 в ходьбе на 50 км завоевал бронзовую медаль (4:23.04,8).
Серебряный призёр Кубка Мира по спортивной ходьбе (1970).
Чемпион Европы 1971 в ходьбе на 50 км (4:02.22).
Серебряный призёр Олимпийских игр 1972 на той же дистанции (3:58.24).
В 1976 году победил на первом чемпионате мира по лёгкой атлетике на дистанции 50 км (3:56.40).
Серебряный призёр чемпионата Европы 1978 года.
Чемпион СССР 1967 на дистанции 20 км, 1969—1972 на дистанции 50 км. Установил мировой рекорд в ходьбе на 50 км — 4:03.42,6 (1972). Награждён орденом «Знак Почета».
Результаты В. В. Солдатенко в спортивной ходьбе на 30000 метров и на 50000 метров до сих пор являются рекордами Казахстана.